# Moos (Weiler, Gemeinde St. Veit in Defereggen)
Moos ist ein Weiler in der Gemeinde St. Veit in Defereggen im Defereggental (Osttirol). Moos gehört zur gleichnamigen Fraktion Moos.

## Geographie
Moos liegt in 1472 Metern Höhe am Südostabhang des Moser Bergs zwischen dem Moosbach im Westen und dem Köfelebach im Osten. Östlich von Moos liegen die Einzelhöfe Birk und Köfele, westlich die Rotte Oberbergl und die Höfe Unterbergl bzw. Gamperle. Moos besteht aus den traditionellen Hofstellen Innerkinn (Moos 11), Außerkinn (Moos 12), Gosser (Moos 14), Vorder-Köhler (Moos 17), Hinter-Köhler (Moos 18), Latzlis (Moos 19), der Kapelle Moos sowie einem moderneren Wohnhaus (Moos 34). Alle Bauernhöfe in Moos werden noch betrieben.
Erreichbar ist Moos über die Defereggentalstraße (L25), von der nach Herma-von-Schuschniggkapelle die Sankt Veiter Straße abzweigt. Folgt man dieser zum Bauernhof Kurzthal, so zweigt in der Folge eine Straße nach Osten ab, die über den Einzelhof Niege (Fraktion Görtschach) nach Mellitz und Moos führt.

## Geschichte
Die Besiedelung von Moos geht auf die mittelalterliche Schwaige (Urhof) „Am Moos“ zurück, die der Grundherrschaft der Erasmuskapelle Taisten, dem Graf von Welsberg und dem Amt Windisch-Matrei unterstand. In Moos brannte am 28. September 1867 die zwischen 1809 und 1813 errichtete Kapelle gemeinsam mit allen sieben Häusern des Ortes nieder. Die Kapelle wurde 1878 neu errichtet. Im Jahr 1884 kam es nach einem Ausbruch der Blattern in Moos zu sieben Todesfällen.
Moos wurde von der Statistik teilweise als Weiler, teilweise als Rotte geführt, wobei bei der Zählung als Rotte oftmals auch die benachbarten Weiler wie Oberbergl oder verschiedene Einzelhöfe miteinberechnet wurden. 1923 werden für den Weiler Moos ohne die Streulagen vier Häuser und 20 Einwohner angegeben. 1951 werden für den Weiler Moos neun Häuser und 58 Einwohner angegeben, wobei hier vermutlich die Höfe Köfele, Gampele und Birk einberechnet wurden. 1961 wurde Moos ohne den Bauernhof Gampele mit acht Häusern und 63 Einwohnern ausgewiesen, 1981 neun Häuser mit 73 Einwohnern. in Feld 24 Gebäude und 52 Einwohner gezählt, es existierten vier land- und forstwirtschaftliche Betriebe. Seit 1991 wird der Weiler Moos nicht mehr separat angegeben, sondern als Rotte mit oder ohne Mellitz ausgewiesen.

## Bauwerke
Die Kapelle Moos wurde zwischen 1809 und 1813 errichtet, nach einem Brand 1878 jedoch östlich des ursprünglichen Standorts neu gebaut. Es handelt sich um eine rechteckige Kapelle mit Rundbogenchor unter schindelgedecktem Satteldach über Hohlkehle und hölzernem Dachreiter. Die Kapelle ist der Schmerzhaften Muttergottes geweiht.